# Viktor Filutás

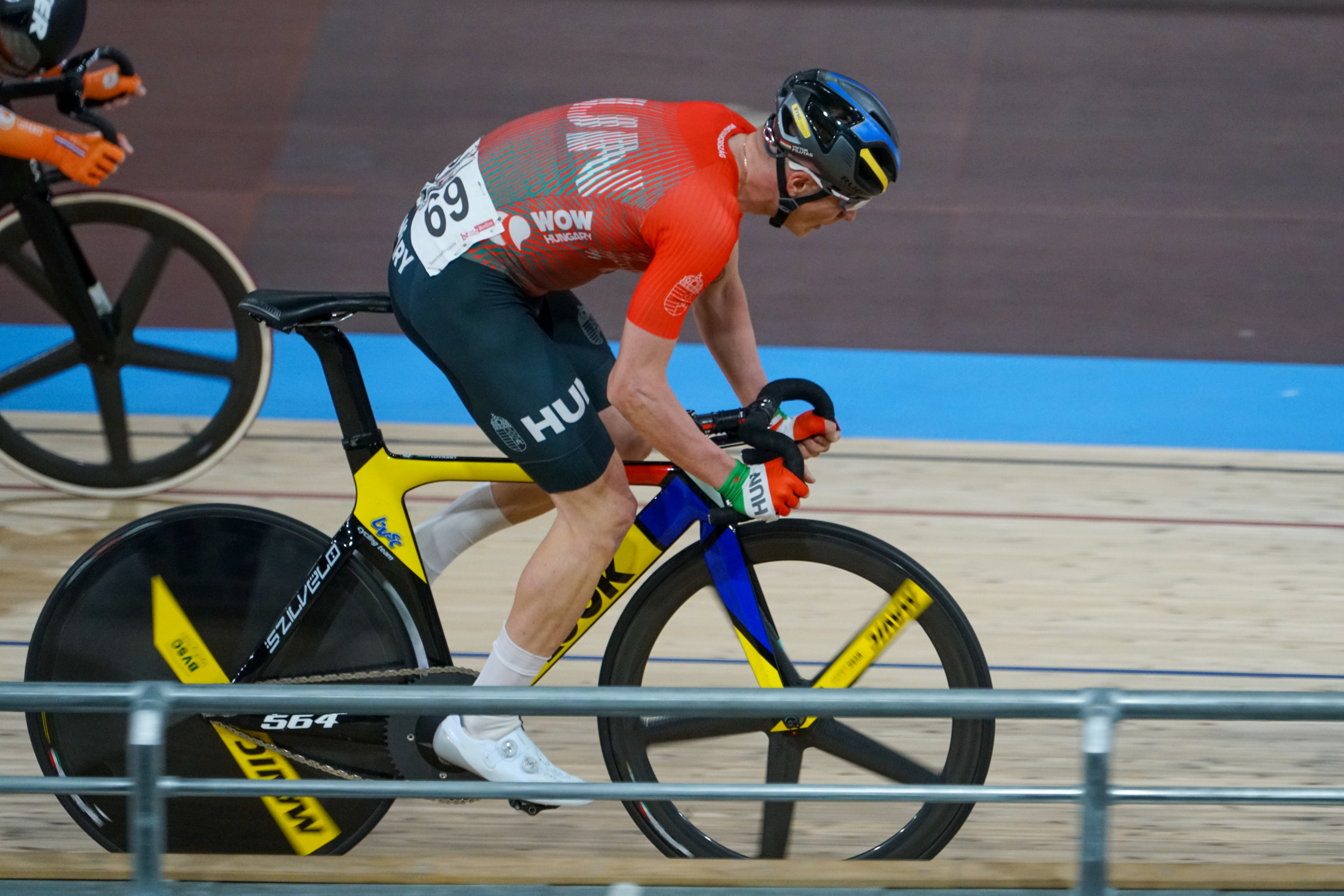
Filutas im Punktefahren bei der Bahn-WM 2020 in Berlin

Viktor Filutás (* 28. September 1996 in Budapest) ist ein ungarischer Radrennfahrer, der Rennen auf der Straße und Bahn bestreitet.

## Sportlicher Werdegang
Seit 2014 gehörte Viktor Filutás zu den dominierenden Radsportlern Ungarns. 2014 wurde er zweifacher ungarischer Junioren-Meister im 1000-Meter-Zeitfahren und in der Einerverfolgung auf der Bahn. Im Jahr darauf errang er in der Kategorie U23 in Einzel- und Mannschaftszeitfahren auf der Straße, 2017 holte er den U23-Titel im Einzelzeitfahren erneut. 2018 wurde er ungarischer Meister der Elite in der Einerverfolgung, die er 2019 bei der nationalen Meisterschaft gewann und zudem das Punktefahren. In der Scratch-Gesamtwertung des Bahnrad-Weltcups 2019/20 belegte er Platz neun. 2020 wurde er gemeinsam mit Daniel Hajos und Krisztián Lovassy ungarischer Meister im Teamsprint auf der Bahn.
2020 wurde Viktor Filutás ungarischer Meister im Straßenrennen. Im Februar/März 2021 erkrankte er an COVID-19. Die Ärzte befürchteten, sein Herz sei in Mitleidenschaft gezogen, und er musste eine zweimonatige Zwangspause einlegen. Dennoch wurde er im Juni 2021 erneut Straßenmeister.
Sein Vater Árpád Filutás war ebenfalls Radrennfahrer und mehrfacher ungarischer Meister im Radsport.

## Erfolge

### Straße
2015
- Ungarischer U23-Meister – Einzelzeitfahren, Mannschaftszeitfahren

2017
- Ungarischer U23-Meister – Einzelzeitfahren

2020
- Ungarischer Meister – Straßenrennen

2021
- Ungarischer Meister – Straßenrennen

### Bahn
2014
- Ungarischer Junioren-Meister – 1000-Meter-Zeitfahren, Einerverfolgung

2018
- Ungarischer Meister – Einerverfolgung

2019
- Ungarischer Meister – Einerverfolgung, Punktefahren

2020
- Ungarischer Meister – Teamsprint (mit Daniel Hajos und Krisztián Lovassy)